# ФК «Ферст Вієнна» в сезоні 1941—1942
ФК «Ферст Вієнна» в сезоні 1941—1942 — 48-й сезон австрійського футбольного клубу «Ферст Вієнна».

## Склад команди
| № | Поз. | Нац.    | Гравець          |
| - | ---- | ------- | ---------------- |
|   | ВР   | Австрія | Штепан Плок      |
|   | ЗХ   | Австрія | Отто Каллер      |
|   | ЗХ   | Австрія | Віллібальд Шмаус |
|   | ЗХ   | Австрія | Талер            |
|   | ЗХ   | Австрія | Лухс             |
|   | ПЗ   | Австрія | Вітус Кубічка    |
|   | ПЗ   | Австрія | Ернст Забедич    |
|   | ПЗ   | Австрія | Франц Ябурек     |
|   | ПЗ   | Австрія | Новак            |
|   | НП   | Австрія | Карл Бортолі     |
|   | НП   | Австрія | Карл Деккер      |

| № | Поз. | Нац.      | Гравець            |
| - | ---- | --------- | ------------------ |
|   | НП   | Австрія   | Франц Голешовський |
|   | НП   | Австрія   | Карл Лехнер        |
|   | НП   | Австрія   | Франц Ердль        |
|   | НП   | Австрія   | Фрідріх Гшвайдль   |
|   | НП   | Австрія   | Ріхард Фішер       |
|   | НП   | Австрія   | Фердинанд Барилі   |
|   | НП   | Австрія   | Новотний           |
|   | НП   | Австрія   | Йоганн Артманн     |
|   | НП   | Австрія   | Пабич              |
|   | НП   | Німеччина | Карл Кюл           |

## Чемпіонат Австрії

### Турнірна таблиця
| Поз | Команда          | І  | В  | Н | П  | ГЗ | ГП | РГ  | О  | Підвищення, кваліфікація або пониження |
| --- | ---------------- | -- | -- | - | -- | -- | -- | --- | -- | -------------------------------------- |
| 1   | Ферст Вієнна (C) | 16 | 11 | 3 | 2  | 51 | 26 | +25 | 25 | Кваліфікація до чемпіонату Німеччини   |
| 2   | Відень           | 16 | 8  | 5 | 3  | 45 | 23 | +22 | 21 |                                        |
| 3   | Рапід (Відень)   | 16 | 8  | 3 | 5  | 39 | 30 | +9  | 19 |                                        |
| 4   | Аустрія (Відень) | 16 | 5  | 7 | 4  | 34 | 25 | +9  | 17 |                                        |
| 5   | Флорідсдорфер    | 16 | 7  | 3 | 6  | 39 | 50 | −11 | 17 |                                        |
| 6   | Ваккер (Відень)  | 16 | 7  | 2 | 7  | 42 | 39 | +3  | 16 |                                        |
| 7   | Вінер Шпорт-Клуб | 16 | 6  | 3 | 7  | 43 | 38 | +5  | 15 |                                        |
| 8   | Адміра (Відень)  | 16 | 5  | 3 | 8  | 43 | 40 | +3  | 13 |                                        |
| 9   | Пошт СВ (R)      | 16 | 0  | 1 | 15 | 10 | 75 | −65 | 1  | Вибування                              |

У сезоні 1941/42 брав участь також клуб Штурм (Грац), але у лютому 1942 року відмовився від подальшої участі в чемпіонаті, всі його результати в підсумковій таблиці анульовані.

## Чемпіонат Німеччини
| 1 раунд 10.05.1942                                                                                  | ЛСВ «Оломоуць» | 0:1  | «Ферст Вієнна» | Оломоуць                                      |  |
| |                | звіт | 52' Деккер     | Глядачі: 1000 Суддя: Егон Бюттнер (Німеччина) |  |
| Вієнна: Плок — Шмаус, Лухс — Кубічка, Ябурек, Деккер — Лехнер, Кюл, Голешовський, Гшвайдль, Бортолі |                |      |                |                                               |  |

| 1/8 фіналу 24.05.1942                                                                                      | «Ферст Вієнна» | 1:0  | «Германія Кьонігшютте» | Відень                                                  |  |
| | Деккер 31'     | звіт |                        | Стадіон: Пратер Глядачі: 25000 Суддя: Дубен (Німеччина) |  |
| Вієнна: Плок — Каллер, Шмаус, — Забетіч, Новотний, Кубічка — Ябурек, Деккер, Лехнер, Голешовський, Бортолі |                |      |                        |                                                         |  |

| 1/4 фіналу 7.06.1942                                                                               | «Ферст Вієнна»             | 3:2  | «Планіцер»                 | Відень                                                    |  |
| | Бортолі 66' 73' Деккер 75' | звіт | 58' Гайне 63' Брайтенштайн | Стадіон: Пратер Глядачі: 25000 Суддя: Гайнріх (Німеччина) |  |
| Вієнна: Плок — Шмаус, Каллер — Лухс, Кубічка, Ябурек — Деккер Лехнер, Голешовський, Ердль, Бортолі |                            |      |                            |                                                           |  |

| 1/2 фіналу 21.06.1942                                                                           | «Блау-Вайс 1890»   | 2:3  | «Ферст Вієнна»                   | Берлін                                                           |  |
|                                                                                                 | Граф 48' Гайнц 82' | звіт | 20' Ердль 35' Бортолі 67' Лехнер | Стадіон: Олімпійський Глядачі: 80000 Суддя: Шарль Мюнш (Франція) |  |
| Вієнна: Плок — Шмаус, Каллер — Деккер, Забедіч, Кубічка — Ябурек, Фішер, Ердль, Бортолі, Лехнер |                    |      |                                  |                                                                  |  |

| фінал 4.07.1942 | «Шальке 04»               | 2:0  | «Ферст Вієнна» | Берлін                               |  |
| | Кальвицький 14' Шепан 42' | звіт |                | Стадіон: Олімпійський Глядачі: 90000 |  |
| Шальке: Флотхо — Гінц, Швасфюрт — Борнеманн, Тібульський, Бурденський — Кальвицький, Шепан, Еппенгофф, Куцорра, Урбан, тренер: Файст Вієнна: Плок — Каллер, Шмаус — Кубічка, Забедіч, Ябурек — Бортолі, Деккер, Голешовський, Лехнер, Ердль |                           |      |                |                                      |  |